# Jansen Panettiere
Jansen Rayne Panettiere (25 de setembro de 1994 – 19 de fevereiro de 2023) foi um ator de televisão, filme e voz americano. Ele foi mais conhecido por seus papéis nos filmes The Perfect Game, Ice Age: The Meltdown e The Martial Arts Kid. Jansen era o irmão mais novo da atriz Hayden Panettiere.

## Biografia
Panettiere nasceu em Palasides, Rockland County, Nova York, de Lesley R. Vogel, uma antiga atriz de novela, e Alan Lee "Skip" Panettiere, um tenente do corpo de bombeiros.

## Carreira
Jansen tinha um papel de coadjuvante no filme original da Disney Channel Tiger Cruze, estrelado por sua irmã Hayden (esta é uma de só duas produções em que ambos os irmãos apareceram na tela, a outra é The Forger - Jansen, emprestou sua voz para Racing Strips, em que Hayden apareceu). Ele foi a voz de Truman X em The X's, estrelou como Lucas Malloy no filme para televisão da Nickelodeon, O Último Dia de Verão, que estreou em 20 de julho de 2007.
Seu próximo filme, The Perfect Game, estava para ser lançado nos cinemas em 8 de agosto de 2008, mas a Lionsgate Films decidiu adiar para a primavera de 2009. The Perfect Game é dirigido por William Dear e é baseado na história verídica de como um grupo de meninos de Monterrey tornou-se o primeiro grupo não americano a conquistar a Little League World Series. Panettiere também co-estrelou com Gavin MacLeod em The Secrets of Jonathan Sperry, um filme dirigido por Rich Christiano sobre a fé e a amizade. Ele apareceu, com Martin Sheen, Jamie Lee Curtis e Christine Lahti, como Elliott Perry 8, uma encenação do julgamento Perry v. Schwarzenegger, no Wilshire Ebell Theatre em 3 de março de 2012. A encenação foi transmitida no YouTube para arrecadar dinheiro para a American Foundation for Equal Rights (Fundação Americana para Direitos Iguais).

## Morte
Panettiere morreu inesperadamente de cardiomegalia com complicações da válvula aórtica em 19 de fevereiro de 2023, aos 28 anos.

## Filmografia
| Year | Film                                              | Role             | Notes                                                |
| ---- | ------------------------------------------------- | ---------------- | ---------------------------------------------------- |
| 2002 | Even Stevens                                      | Kupchack's Son   | Série televisiva (Episódio:"The Big Splash")         |
| 2003 | Hope & Faith                                      | Justin Shanowski | Série televisiva (Episódio: "Pilot")                 |
| 2003 | Third Watch                                       | Billy            | Série televisiva (Episódio:"Payback")                |
| 2004 | Tiger Cruise                                      | Joey             | Filme televisivo                                     |
| 2004 | Blue's Clues                                      | Periwinkle       | Série televisiva (voz)                               |
| 2005 | Holly Hobbie and Friends: Surprise Party          | Robby Hobbie     | Voz                                                  |
| 2005 | Racing Stripes                                    | Young Stripes    | Voz                                                  |
| 2005 | Robots                                            | Younger Rodney   | Voz                                                  |
| 2006 | Ice Age: The Meltdown                             | Shovelmouth Boy  | Voz                                                  |
| 2006 | Holly Hobbie and Friends: Christmas Wishes        | Robby Hobbie     | Voz                                                  |
| 2006 | The X's                                           | Truman X         | Série televisiva (7 episódios)                       |
| 2006 | Everybody Hates Chris                             | Peter            | Série televisiva (Episódio: "Everybody Hates Chris") |
| 2007 | Holly Hobbie and Friends: Secret Adventures       | Robby Hobbie     | Voz                                                  |
| 2007 | The Last Day of Summer                            | Luke Malloy      | Filme televisivo                                     |
| 2007 | The Babysitters                                   | Mikey Beltran    |                                                      |
| 2007 | Holly Hobbie and Friends: Best Friends Forever    | Robby Hobbie     | Voz                                                  |
| 2009 | The Secrets of Jonathan Sperry                    | Dustin           |                                                      |
| 2010 | The Perfect Game                                  | Enrique          |                                                      |
| 2011 | The Lost Medallion: The Adventures of Billy Stone | Huko             |                                                      |
| 2012 | The Forger                                        | Aram             |                                                      |
| 2013 | Shadow on the Mesa                                | Young boy        |                                                      |
| 2015 | Summer Forever                                    | Broom            |                                                      |
| 2017 | Eden Falls                                        | Rob Adams        | Em desenvolvimento                                   |
| 2017 | Horse                                             | Isaac            | Pré-produção                                         |